# Kamalapura, Nelamangala
Kamalapura là một làng thuộc tehsil Nelamangala, huyện Bangalore Rural, bang Karnataka, Ấn Độ.